# Lacustricola omoculatus
Lacustricola omoculatus is een straalvinnige vissensoort uit de familie van de levendbarende tandkarpers (Poeciliidae). De wetenschappelijke naam van de soort is voor het eerst geldig gepubliceerd in 1977 door Wildekamp.